# 1990–91년 ISU 스피드스케이팅 월드컵
1990–91년 ISU 스피드스케이팅 월드컵은 국제 빙상 경기 연맹(ISU) 주관으로 1990년 11월 24일부터 1991년 3월 12일까지 열린 스피드스케이팅 월드컵 대회이다.

## 남자

### 경기
| 날짜                                                            | 장소         | 종목     | 1위                 | 2위                 | 3위                 |
| --------------------------------------------------------------- | ------------ | -------- | ------------------- | ------------------- | ------------------- |
| 1990년 12월 1일-2일                                             | 헤이렌베인   | 500m(1)  | 우베옌스 마이       | 안드레이 바흐발로프 | 빅토르 추피라       |
| 1990년 12월 1일-2일                                             | 헤이렌베인   | 500m(2)  | 우베옌스 마이       | 미야베 야스노리     | 구로이와 야스시     |
| 1990년 12월 1일-2일                                             | 헤이렌베인   | 1000m    | 안드레이 바흐발로프 | 우베옌스 마이       | 이고리 젤레좁스키   |
| 1990년 12월 1일-2일                                             | 헤이렌베인   | 1500m    | 요한 올라브 코스    | 벤 판 데르 뷔르흐   | 마르쿠스 트뢰거     |
| 1990년 12월 1일-2일                                             | 헤이렌베인   | 5000m    | 요한 올라브 코스    | 벤 판 데르 뷔르흐   | 바르트 펠드캄프     |
| 1990년 12월 8일-9일                                             | 마쓰모토     | 500m(1)  | 구로이와 도시유키   | 미야베 야스노리     | 숀 아일랜드         |
| 1990년 12월 8일-9일                                             | 마쓰모토     | 500m(2)  | 구로이와 도시유키   | 미야베 야스노리     | 댄 잰슨             |
| 1990년 12월 8일-9일                                             | 마쓰모토     | 1000m(1) | 이고리 젤레좁스키   | 구로이와 도시유키   | 데이브 베스터먼     |
| 1990년 12월 8일-9일                                             | 마쓰모토     | 1000m(2) | 이고리 젤레좁스키   | 미야베 야스노리     | 댄 잰슨             |
| 1990년 12월 8일-9일                                             | 캘거리       | 1500m    | 토마스 구스타프손   | 페터 아데베르크     | 오네 쇤롤           |
| 1990년 12월 8일-9일                                             | 캘거리       | 5000m    | 토마스 구스타프손   | 벤 판 데르 뷔르흐   | 로베르토 시겔       |
| 1990년 12월 15일-16일                                           | 가루이자와   | 500m(1)  | 우베옌스 마이       | 구로이와 도시유키   | 안드레이 바흐발로프 |
| 1990년 12월 15일-16일                                           | 가루이자와   | 500m(2)  | 우베옌스 마이       | 댄 잰슨             | 미야베 야스노리     |
| 1990년 12월 15일-16일                                           | 가루이자와   | 1000m(1) | 이고리 젤레좁스키   | 닉 토메츠           | 알렉산드르 클리모프 |
| 1990년 12월 15일-16일                                           | 가루이자와   | 1000m(2) | 이고리 젤레좁스키   | 구로이와 도시유키   | 닉 토메츠           |
| 1990년 12월 15일-16일                                           | 뷰트         | 1500m    | 오네 쇤롤           | 벤 판 데르 뷔르흐   | 레오 피서르         |
| 1990년 12월 15일-16일                                           | 뷰트         | 5000m    | 요한 올라브 코스    | 벤 판 데르 뷔르흐   | 레오 피서르         |
| 1991년 1월 18일-20일 1991년 유럽 선수권 대회 사라예보           |              |          |                     |                     |                     |
| 1991년 1월 26일                                                 | 바셀가디피네 | 500m     | 우베옌스 마이       | 숀 아일랜드         | 안드레 조베크       |
| 1991년 1월 26일                                                 | 바셀가디피네 | 1500m    | 페터 아데베르크     | 토마스 구스타프손   | 레오 피서르         |
| 1991년 1월 27일                                                 | 인스브루크   | 500m     | 우베옌스 마이       | 로게르 스트룀       | 올라프 칭게         |
| 1991년 1월 27일                                                 | 인스브루크   | 1000m    | 우베옌스 마이       | 숀 아일랜드         | 올라프 칭게         |
| 1991년 1월 27일                                                 | 인스브루크   | 5000m    | 요한 올라브 코스    | 레오 피서르         | 베르트 펠드캄프     |
| 1991년 2월 9일-10일 1991년 세계 올라운드 선수권 대회 헤이렌베인 |              |          |                     |                     |                     |
| 1991년 2월 16일-17일                                            | 알베르빌     | 500m(1)  | 미야베 야스노리     | 구로이와 도시유키   | 올라프 칭게         |
| 1991년 2월 16일-17일                                            | 알베르빌     | 500m(2)  | 미야베 야스노리     | 우베옌스 마이       | 구로이와 도시유키   |
| 1991년 2월 16일-17일                                            | 알베르빌     | 1000m    | 구로이와 도시유키   | 우베옌스 마이       | 올라프 칭게         |
| 1991년 2월 16일-17일                                            | 알베르빌     | 1500m    | 요한 올라브 코스    | 마르쿠스 트뢰거     | 대니 카             |
| 1991년 2월 16일-17일                                            | 알베르빌     | 5000m    | 요한 올라브 코스    | 게이르 칼스타       | 레오 피서르         |
| 1991년 2월 23일-24일 1991년 세계 스프린트 선수권 대회 인첼      |              |          |                     |                     |                     |
| 1991년 3월 9일-10일                                             | 인첼         | 500m(1)  | 댄 잰슨             | 이고리 젤레좁스키   | 안드레이 바흐발로프 |
| 1991년 3월 9일-10일                                             | 인첼         | 500m(2)  | 미야베 야스노리     | 댄 잰슨             | 우베옌스 마이       |
| 1991년 3월 9일-10일                                             | 인첼         | 1000m    | 댄 잰슨             | 이고리 젤레좁스키   | 미야베 야스노리     |
| 1991년 3월 9일-10일                                             | 인첼         | 1500m    | 페터 아데베르크     | 요한 올라브 코스    | 린티어 리츠마       |
| 1991년 3월 9일-10일                                             | 인첼         | 5000m    | 요한 올라브 코스    | 바르트 펠드캄프     | 게이르 칼스타       |
| 1991년 3월 9일-10일                                             | 인첼         | 10000m   | 요한 올라브 코스    | 바르트 펠드캄프     | 로베르토 시겔       |

### 월드컵 랭킹
| 순위 | 선수                | 포인트 |
| ---- | ------------------- | ------ |
| 1    | 우베옌스 마이       | 208    |
| 2    | \| 미야베 야스노리  | 204    |
| 3    | 구로이와 도시유키   | 186    |
| 4    | 안드레이 바흐발로프 | 143    |
| 5    | 이고리 젤레좁스키   | 132    |
| 6    | 구로이와 야스시     | 127    |
| 7    | 숀 아일랜드         | 119    |
| 8    | 댄 잰슨             | 116    |
| 9    | 제갈성렬            | 114    |
| 10   | 구로이와 사토루     | 96     |

| 순위 | 선수                | 포인트 |
| ---- | ------------------- | ------ |
| 1    | 이고리 젤레좁스키   | 142    |
| 2    | 구로이와 도시유키   | 120    |
| 3    | 알렉산드르 클리모프 | 94     |
| 4    | 올라프 칭게         | 93     |
| 5    | 닉 토메츠           | 89     |
| 6    | 우베옌스 마이       | 85     |
| 7    | 숀 아일랜드         | 81     |
| 8    | 우베 슈트레프       | 70     |
| 8    | 안드레이 바흐발로프 | 70     |
| 10   | 댄 잰슨             | 66     |

| 순위 | 선수              | 포인트 |
| ---- | ----------------- | ------ |
| 1    | 요한 올라브 코스  | 108    |
| 2    | 페터 아데베르크   | 106    |
| 3    | 마르쿠스 트뢰거   | 82     |
| 4    | 레오 피서르       | 81     |
| 5    | 오네 쇤롤         | 80     |
| 6    | 벤 판 데르 뷔르흐 | 76     |
| 7    | 로베르토 시겔     | 69     |
| 8    | 대니 카           | 65     |
| 9    | 토마스 구스타프손 | 63     |
| 10   | 미하엘 하트시프   | 57     |

| 순위 | 팀                | 포인트 |
| ---- | ----------------- | ------ |
| 1    | 요한 올라브 코스  | 150    |
| 2    | 레오 피서르       | 113    |
| 3    | 바르트 펠드캄프   | 112    |
| 4    | 로베르토 시겔     | 101    |
| 5    | 야로미르 라트케   | 94     |
| 6    | 토마스 보스       | 91     |
| 7    | 마르쿠스 트뢰거   | 87     |
| 8    | 벤 판 데르 뷔르흐 | 84     |
| 9    | 페르 벵트손       | 77     |
| 10   | 대니 카           | 53     |

## 여자

### 경기
| 날짜                                                       | 장소         | 종목     | 1위                 | 2위                 | 3위                 |
| ---------------------------------------------------------- | ------------ | -------- | ------------------- | ------------------- | ------------------- |
| 1990년 11월 24일-25일                                      | 베를린       | 500m     | 시마자키 교코       | 앙겔라 하우크       | 모니크 가르브레히트 |
| 1990년 11월 24일-25일                                      | 베를린       | 1000m    | 군다 클레만         | 모니크 가르브레히트 | 앙겔라 하우크       |
| 1990년 11월 24일-25일                                      | 베를린       | 1500m    | 군다 클레만         | 이보너 판 헤닙      | 울리케 아데베르크   |
| 1990년 11월 24일-25일                                      | 베를린       | 3000m    | 군다 클레만         | 하이케 바르니케     | 스베틀라나 보이코   |
| 1990년 12월 8일-9일                                        | 마쓰모토     | 500m(1)  | 하시모토 세이코     | 시마자키 교코       | 보니 블레어         |
| 1990년 12월 8일-9일                                        | 마쓰모토     | 500m(2)  | 시마자키 교코       | 하시모토 세이코     | 보니 블레어         |
| 1990년 12월 8일-9일                                        | 마쓰모토     | 1000m(1) | 하시모토 세이코     | 모니크 가르브레히트 | 보니 블레어         |
| 1990년 12월 8일-9일                                        | 마쓰모토     | 1000m(2) | 하시모토 세이코     | 보니 블레어         | 모니크 가르브레히트 |
| 1990년 12월 8일-9일                                        | 캘거리       | 1500m    | 군다 클레만         | 하이케 바르니케     | 에메세 후니아디     |
| 1990년 12월 8일-9일                                        | 캘거리       | 3000m    | 군다 클레만         | 하이케 바르니케     | 이보너 판 헤닙      |
| 1990년 2월 8일-9일                                         | 가루이자와   | 500m(1)  | 보니 블레어         | 하시모토 세이코     | 시마자키 교코       |
| 1990년 2월 8일-9일                                         | 가루이자와   | 500m(2)  | 하시모토 세이코     | 보니 블레어         | 모니크 가르브레히트 |
| 1990년 2월 8일-9일                                         | 가루이자와   | 1000m(1) | 모니크 가르브레히트 | 하시모토 세이코     | 보니 블레어         |
| 1990년 2월 8일-9일                                         | 가루이자와   | 1000m(2) | 모니크 가르브레히트 | 하시모토 세이코     | 보니 블레어 왕슈리  |
| 1990년 12월 15일-16일                                      | 뷰트         | 1500m    | 에메세 후니아디     | 이보너 판 헤닙      | 산드라 푸텔링크     |
| 1990년 12월 15일-16일                                      | 뷰트         | 3000m    | 에메세 후니아디     | 이보너 판 헤닙      | 리아 판 스히        |
| 1991년 1월 12일-13일                                       | 다보스       | 500m     | 보니 블레어         | 예차오보            | 모니크 가르브레히트 |
| 1991년 1월 12일-13일                                       | 다보스       | 1000m    | 모니크 가르브레히트 | 군다 클레만         | 왕슈리              |
| 1991년 1월 12일-13일                                       | 다보스       | 1500m    | 군다 클레만         | 하이케 바르니케     | 에메세 후니아디     |
| 1991년 1월 12일-13일                                       | 다보스       | 3000m    | 하이케 바르니케     | 군다 클레만         | 엘레나 벨치         |
| 1991년 1월 18일-20일 1991년 유럽 선수권 대회 사라예보      |              |          |                     |                     |                     |
| 1991년 2월 2일-3일 1991년 세계 올라운드 선수권 대회 하마르 |              |          |                     |                     |                     |
| 1991년 2월 9일-10일                                        | 바셀가디피네 | 500m     | 시마자키 교코       | 앙겔라 하우크       | 예차오보            |
| 1991년 2월 9일-10일                                        | 바셀가디피네 | 1000m    | 앙겔라 하우크       | 하시모토 세이코     | 모니크 가르브레히트 |
| 1991년 2월 9일-10일                                        | 바셀가디피네 | 1500m    | 군다 클레만         | 에메세 후니아디     | 하이케 바르니케     |
| 1991년 2월 9일-10일                                        | 바셀가디피네 | 3000m    | 에메세 후니아디     | 이보너 판 헤닙      | 울리케 아데베르크   |
| 1991년 2월 23일-24일 1991년 세계 스프린트 선수권 대회 인첼 |              |          |                     |                     |                     |
| 1991년 3월 10일-12일                                       | 인첼         | 500m(1)  | 예차오보            | 보니 블레어         | 하시모토 세이코     |
| 1991년 3월 10일-12일                                       | 인첼         | 500m(2)  | 시마자키 교코       | 예차오보            | 크리스티너 아프팅크 |
| 1991년 3월 10일-12일                                       | 인첼         | 1000m    | 모니크 가르브레히트 | 예차오보            | 왕슈리              |
| 1991년 3월 10일-12일                                       | 인첼         | 1500m    | 군다 클레만         | 에메세 후니아디     | 하이케 바르니케     |
| 1991년 3월 10일-12일                                       | 인첼         | 3000m    | 군다 클레만         | 이보너 판 헤닙      | 하이케 바르니케     |
| 1991년 3월 10일-12일                                       | 인첼         | 5000m    | 군다 클레만         | 하이케 바르니케     | 이보너 판 헤닙      |

### 월드컵 랭킹
| 순위 | 선수                | 포인트 |
| ---- | ------------------- | ------ |
| 1    | 시마자키 교코       | 160    |
| 2    | 하시모토 세이코     | 150    |
| 3    | 보니 블레어         | 136    |
| 4    | 예차오보            | 125    |
| 5    | 모니크 가르브레히트 | 112    |
| 6    | 후쿠자와 요코       | 102    |
| 7    | 크리스티너 아프팅크 | 98     |
| 8    | 수전 오시           | 96     |
| 9    | 앙겔라 하우크       | 85     |
| 10   | 유선희              | 77     |

| 순위 | 선수                | 포인트 |
| ---- | ------------------- | ------ |
| 1    | 모니크 가르브레히트 | 144    |
| 2    | 하시모토 세이코     | 132    |
| 3    | 보니 블레어         | 118    |
| 4    | 왕슈리              | 92     |
| 5    | 앙겔라 하우크       | 90     |
| 6    | 예차오보            | 86     |
| 7    | 시마자키 교코       | 85     |
| 8    | 유선희              | 77     |
| 9    | 다나카 지하야       | 73     |
| 10   | 마리커 스탐         | 70     |

| 순위 | 선수              | 포인트 |
| ---- | ----------------- | ------ |
| 1    | 군다 클레만       | 125    |
| 2    | 에메세 후니아디   | 107    |
| 3    | 이보너 판 헤닙    | 100    |
| 4    | 하이케 바르니케   | 100    |
| 5    | 울리케 아데베르크 | 81     |
| 6    | 리아 판 스히      | 79     |
| 7    | 엘레나 벨치       | 56     |
| 8    | 산드라 푸텔링크   | 53     |
| 9    | 에바 바실레프스카 | 51     |
| 10   | 미셸 클라인       | 48     |

| 순위 | 팀                | 포인트 |
| ---- | ----------------- | ------ |
| 1    | 하이케 바르니케   | 126    |
| 2    | 군다 클레만       | 122    |
| 3    | 이보너 판 헤닙    | 120    |
| 4    | 에메세 후니아디   | 112    |
| 5    | 울리케 아데베르크 | 104    |
| 6    | 리아 판 스히      | 101    |
| 7    | 엘레나 벨치       | 88     |
| 8    | 하네커 더 프리스  | 85     |
| 9    | 아네테 퇸스베르그 | 51     |
| 10   | 미셸 클라인       | 44     |